# Automedusa
Automedusa (en grec antic Αὐτομέδουσα) va ser, segons la mitologia grega, va ser una princesa de Mègara filla del rei Alcàtou, no se sap si de la seva primera esposa Pirgo o de la segona, Evacme, la filla del rei Megareu. Era germana de Peribea.
Automedusa es va casar amb Íficles, el germà d'Hèracles i va tenir un fill anomenat Iolau, que va acompanyar Hèracles en diverses aventures.